# Trichoura tankwa
Trichoura tankwa är en tvåvingeart som beskrevs av Jason Gilbert Hayden Londt 1994. Trichoura tankwa ingår i släktet Trichoura och familjen rovflugor. Inga underarter finns listade i Catalogue of Life.